# Psychotria le-ratii
Psychotria le-ratii là một loài thực vật có hoa trong họ Thiến thảo. Loài này được Guillaumin miêu tả khoa học đầu tiên năm 1929.